# Anita Baker
Anita Baker (Toledo, 26 de janeiro de 1958) é uma cantora norte-americana de R&B e soul. Até esta data, Anita ganhou oito Grammy Awards, e tem 4 discos de platina e 2 de ouro em seu rol.

## Carreira musical

### The Songstress(1983)
Anita lançou seu 1º álbum, The Songstress, em 1983. Produzido por Patrick Moten and Otis Smith, o álbum foi lançado através de um selo modesto, Beverly Glen Records. O álbum foi muito ignorado pelo mainstream aquisitivo, mas obteve pequeno sucesso nas paradas R&B. Anita co-escreveu a faixa de abertura, "Angel".

### Rapture(1986)
Em 1985, Anita firmou contrato com a Elektra Records, uma divisão da Warner Music Group. Ela lançou seu 2º álbum, Rapture, em 1986. Produzido pelo amigo Michael J. Powell (da banda de Detroit soul Chapter 8), Anita escreveu por si mesma várias faixas para o álbum, incluindo "Been So Long" e "Watch Your Step", e co-escreveu o single "Sweet Love" que se tornou seu 1º sucesso no mainstream; alcançou o nº 8 nos E.U.A. Billboard Hot 100, 2º no U.S. Hot R&B/Hip-Hop Songs, e nº 13 no Reino Unido. "Caught Up in the Rapture", "No One in the World", e "Same Ole Love" também se tornaram grandes hits no Hot adult contemporary entre 1986 and 1987. Rapture ultimamente vendeu 8 milhoẽs de cópias no mundo a rendeu a Baker 2 Grammy Awards em 1987: Melhor performance vocal de R&B Feminino pelo álbum e Melhor canção Rhythm & Blues por "Sweet Love". O tour mundial de Anita para o álbum Rapture, titulado A Night of Rapture, foi filmado e lançado em VHS (e DVD em 2007). Em 1987, Baker colaborou com os The Winans no single "Ain't No Need to Worry", que levou Baker a ganhar o terceiro Grammy Award no ano seguinte, na categoria Melhor performance por grupo ou coro Soul Gospel.

### Giving You the Best That I Got(1988)
O 3º álbum de Anita, Giving You the Best That I Got, foi lançado em Outubro de 1988. Ela trabalhou com Powell, e o álbum virou um sucesso de público e crítica, alcançando o 1º lugar no Billboard 200 e vendendo 5 milhões de cópias no mundo (incluindo 3 milhões só nos Estados Unidos). Estrelou hits como "Just Because" e a faixa título, que virou o maior pop hit de Anita, alcançando nº 3 no Billboard Hot 100 e liderando as listas de R&B e adult contemporary.

### Compositions(1990)
Anita voltou a estúdio em 1990 para o 4º álbum (o 3º pela Elektra), intitulado Compositions. Novamente produzido por Powell, dessa vez Baker se envolveu mais na composição e produção e começou a experimentar o jazz. Baker compôs ou co-escreveu 7 das 9 músicas do álbum, incluindo os hits "Talk to Me", "Fairy Tales", "No One to Blame", e "Whatever It Takes" (escrita com Gerald Levert). O álbum foi gravado na maior parte "ao vivo", onde a parte rítmica tocava enquanto Baker cantava. O álbum contou com a participação de Greg Phillinganes, Nathan East, Paulinho da Costa, Vernon Fails, Ricky Lawson, e Stephen Ferrone.
Apesar dos 3 singles de Compositions não terem alcançado o top 40 do Billboard Hot 100 ("Talk to Me" foi o mais próximo em 44º), eles ainda conseguiram chegar ao top 20 nas paradas de R&B e tiveram sucesso moderado no adult contemporary. Compositions teve a melhor posição em 5º no Billboard 200, 3º em Melhores álbuns do Billboard Top R&B/Hip-Hop, 4º em melhores ábuns de jazz no Billboard Top Contemporary, e recebeu disco de platina pela Recording Industry Association of America. O álbum rendeu a Baker 7 prêmios Grammy.
Após Compositions, a Elektra Records adquiriu direitos autorais do debut album de Anita, The Songstress, de 1983, e o relançou com uma nova capa em 1991.
Depois de quase 5 anos de tours, apresentações, e gravações sem descanso, Anita tirou férias, só entrando em estúdio para gravar o jazz "Witchcraft" com Frank Sinatra, para o álbum deste de 1993, Duets.

### Rhythm of Love(1994)
O 5º álbum de Anita, Rhythm of Love, foi lançado em setembro de 1994. Após encerrar sua frutuosa parceria com Powell, Anita produziu boa parte do álbum sozinha, junto com muitos produtores famosos como George Duke, Arif Mardin, Barry J. Eastmond, and Tommy LiPuma. Rhythm of Love foi gravado quase todo na residência de Anita, devido à gravidez desta na época; ela escreveu 5 das 12 músicas do álbum. O álbum foi outro sucesso comercial, sendo o 3º no Billboard 200 e 1º no Billboard Top R&B/Hip-Hop Albums, e na época obtendo dois discos de platina pela RIAA. O 1º single, "Body and Soul", se tornou o 1º entre os 14 melhores hits em 5 anos. Anita ganhou o prêmio de Melhor Vocal Feminino R&B pelo single "I Apologize" no Grammy Awards de 1996, seu 5º Grammy Award na categoria e 8º geral.

### Fatos recentes da carreira
Em junho de 2002, a  lançou The Best of Anita Baker (também como Sweet Love: The Very Best of Anita Baker no Reino Unido, com faixas diferentes), uma compilação do período 1983–2002 da carreira de Anita.
Dois anos depois, em março de 2004, a Blue Note Records anunciou um contrato exclusivo com Anita que teria pelo menos 2 álbuns como objetivo. Bruce Lundvall, presidente e CEO da EMI Jazz & Classics, assinou após ela o procurar tencionando gravar pela Blue Note. Ao mesmo tempo a Rhino Records lançou A Night of Rapture: Live,  uma compilação de 9 faixas ao vivo e 3 vídeos multimídia, gravados no final dos anos 1980.
Em setembro de 2004, 1 década após o último ábum de estúdio, Anita lançou o recente My Everything. Co-prozido pela pŕopria e Barry J. Eastmond, ela escreveu ou co-autorou 9 das 10 faixas, incluindo um dueto com Kenneth "Babyface" Edmonds, "Like You Used to Do".  Embora tenha estado fora de evidência por bastante tempo, o álbum foi um sucesso e alcançou o 4º lugar no Billboard 200 e o 1º no Top R&B/Hip-Hop Albums. Este recebeu o disco de ouro da RIAA, vendendo cerca de 500,000 cópias nos Estados Unidos.
Em outubro de 2005, Anita lançou seu 1º álbum natalino, Christmas Fantasy. Novamente um esforço conjunto de Eastmond e da própria, o álbum misturou cânticos tradicionais ("God Rest Ye Merry, Gentlemen"), emblemáticos ("I'll Be Home for Christmas"), clássicos revistos ("Frosty the Snowman"), canções teatrais da Broadway ("My Favorite Things"), e 3 novas canções de Anita e Eastmond ("Moonlight Sleighride", "Family of Man", and "Christmas Fantasy"). Ela foi indicada ao Grammy em 2007 melhor vocal R&B tradicional pela canção "Christmas Time Is Here".